# Alopecosa schmidti
Alopecosa schmidti là một loài nhện trong họ Lycosidae.
Loài này thuộc chi Alopecosa. Alopecosa schmidti được Carl Wilhelm Hahn miêu tả năm 1835.